# 薬物乱用防止条例
薬物乱用防止条例（やくぶつらんようぼうしじょうれい）とは地方自治体の条例。脱法ドラッグ防止条例とも呼ばれる。

## 概要
地方自治体が薬物乱用防止に関する施策の推進することを規定している。この条例の大きな特徴は従来の中央政府の薬物関連法では取り締まれなかった脱法ドラッグについて取り締まる規定が存在することである。
地方自治体で科学的根拠に基づいて独自に知事指定薬物を指定し、知事指定薬物については学術研究、試験調査などの正当な目的で行う場合を除き、製造、栽培、販売、授与、広告、使用、使用目的の所持、多数の人が集まって使用することを知っての場所の提供やあっせんを禁止している。
薬事監視員が、知事指定薬物を製造、販売する場所などに立ち入って調査を行うことができ、禁止行為に違反した者に対して製造や販売等の中止等の警告を行うことができる。警告に従わない場合は命令を下すことができる。
行政命令に従わない場合は刑事罰が科せられる。立ち入り調査の拒否も罰金対象である。
東京都で初めて2005年3月に制定され、同年4月に施行し、同年6月から罰則条項も施行された。
2013年4月に制定された和歌山県の条例では販売者と購入者に対して吸引しないという誓約書を義務付ける規定が盛り込まれている。
鳥取県は改正条例で、たばこや酒類等以外で「麻薬や覚せい剤と同じように興奮や幻覚、陶酔などの作用があり、健康被害を及ぼす恐れ」又は「人が摂取、吸引する恐れ」があり、実際は使用者が救急搬送されるなど摂取と健康被害の因果関係が確認された薬物について、成分が特定されなくても危険薬物として包括的に規制する全国初の規制が2014年10月に成立・制定された。

## 都道府県の条例
| 都府県   | 条例名                                     |
| -------- | ------------------------------------------ |
| 北海道   | 北海道危険薬物の使用等の規制等に関する条例 |
| 群馬県   | 群馬県薬物の濫用の防止に関する条例         |
| 東京都   | 東京都薬物の濫用防止に関する条例           |
| 神奈川県 | 神奈川県薬物濫用防止条例                   |
| 新潟県   | 新潟県薬物の濫用の防止に関する条例         |
| 石川県   | 石川県薬物の濫用の防止に関する条例         |
| 岐阜県   | 岐阜県薬物の濫用の防止に関する条例         |
| 愛知県   | 薬物の濫用の防止に関する条例               |
| 三重県   | 三重県薬物の濫用の防止に関する条例         |
| 大阪府   | 大阪府薬物の濫用の防止に関する条例         |
| 兵庫県   | 兵庫県薬物の濫用の防止に関する条例         |
| 和歌山県 | 和歌山県薬物の濫用防止に関する条例         |
| 鳥取県   | 鳥取県薬物の濫用の防止に関する条例         |
| 徳島県   | 徳島県薬物の濫用の防止に関する条例         |